# 齐村镇 (枣庄市)
齐村镇，是中华人民共和国山東省枣庄市市中区下辖的一个乡镇级行政单位。

## 行政区划
齐村镇下辖以下地区：
二街村、西圩子村、和平村、朱子埠村、建国村、柏山村、胡埠村、韩庄村、郭村、渴口村、汤庄村、大刘庄村、凤凰岭村、前良村、后良村、赵庄村、张庄村、侯宅子村、乔屯村、王沟村、银庄村、南元农村社区村、齐东农村社区村、后村农村社区村和齐西村。